# Menjamel d'orelles rosades
El menjamel d'orelles rosades (Myza sarasinorum) és un ocell de la família dels melifàgids (Meliphagidae).

## Hàbitat i distribució
Habita els boscos a les muntanyes de Sulawesi.